# Giovanni Martinelli (tenore)
Giovanni Martinelli (Montagnana, 22 ottobre 1885 – New York, 2 febbraio 1969) è stato un tenore italiano, attivo dal 1913 al 1946 principalmente negli Stati Uniti.

## Biografia
Nato 18 giorni prima del suo amico e conterraneo Aureliano Pertile, fu il primo di 14 fratelli nati dal matrimonio fra Antonio Martinelli, artigiano falegname, e Lucia Bellini, casalinga. Dopo aver studiato con grande impegno sotto la guida del Maestro Giuseppe Mandolini, debuttò al Teatro Dal Verme di Milano il 2 dicembre 1910 con lo Stabat Mater di Rossini e, presso lo stesso teatro, il 29 dicembre successivo con Ernani di Giuseppe Verdi. I consensi furono tali da indurre Giacomo Puccini e Arturo Toscanini ad invitarlo, l'anno successivo, durante un'audizione presso Casa Ricordi, al Teatro Costanzi di Roma ad interpretare Johnson di Sacramento per le recite italiane de La fanciulla del West.
Nel 1912 al Covent Garden di Londra, eseguì Aida, Manon Lescaut e La fanciulla del West, consacrandosi definitivamente artista di rango internazionale col debutto al teatro alla Scala di Milano il 29 dicembre ancora col capolavoro pucciniano. L'anno dopo, il 20 novembre 1913, con La bohème ebbe inizio una lunga collaborazione col teatro Metropolitan di New York che durò per ben 33 anni consecutivi, sino al 1946.
Nel 1937, in occasione dell'incoronazione di Giorgio VI del Regno Unito, tornò al Covent Garden per interpretare, tra l'altro, Otello e Turandot, con Eva Turner. Nel 1939, si accostò a Wagner cantando a Chicago nel Tristano e Isotta. Si congedò dalle scene a Philadelphia nel 1950 con una recita di Sansone e Dalila, ma sorprendentemente riapparve a Seattle nel gennaio 1967, all'età di 81 anni, nel ruolo dell'imperatore Altoum nella Turandot. Le sue spoglie riposano al Verano di Roma.

## Repertorio
| Ruolo                     | Titolo                   | Autore       |
| ------------------------- | ------------------------ | ------------ |
| Pollione                  | Norma                    | Bellini      |
| Don José                  | Carmen                   | Bizet        |
| Nerone                    | Nerone                   | Boito        |
| Lenskij                   | Eugenio Onegin           | Čajkovskij   |
| Gérard                    | Lakmé                    | Delibes      |
| Sir Edgardo di Ravenswood | Lucia di Lammermoor      | Donizetti    |
| Andrea Chénier            | Andrea Chénier           | Giordano     |
| Loris Ipanov              | Fedora                   | Giordano     |
| Lefebvre                  | Madame Sans-Gêne         | Giordano     |
| Faust                     | Faust                    | Gounod       |
| Fernando                  | Goyescas                 | Granados     |
| Eléazar                   | L'ebrea                  | Halévy       |
| Canio                     | Pagliacci                | Leoncavallo  |
| Milio                     | Zazà                     | Leoncavallo  |
| Pantagruele               | Panurge                  | Massenet     |
| Raoul di Nangis           | Gli ugonotti             | Meyerbeer    |
| Jean de Leyde             | Il profeta               | Meyerbeer    |
| Vasco da Gama             | L'africana               | Meyerbeer    |
| Fernando d'Albayda        | I Mori di Valenza        | Ponchielli   |
| Enzo Grimaldo             | La Gioconda              | Ponchielli   |
| Des Grieux                | Manon Lescaut            | Puccini      |
| Rodolfo                   | La bohème                | Puccini      |
| Mario Cavaradossi         | Tosca                    | Puccini      |
| F.B. Pinkerton            | Madama Butterfly         | Puccini      |
| Dick Johnson              | La fanciulla del West    | Puccini      |
| Calaf Imperatore Altoum   | Turandot                 | Puccini      |
| Enrico                    | La campana sommersa      | Respighi     |
| Arnoldo Melchtal          | Guglielmo Tell           | Rossini      |
| Sansone                   | Sansone e Dalila         | Saint-Saëns  |
| Ernani                    | Ernani                   | Verdi        |
| Manrico                   | Il trovatore             | Verdi        |
| Gabriele Adorno           | Simon Boccanegra         | Verdi        |
| Riccardo                  | Un ballo in maschera     | Verdi        |
| Don Alvaro                | La forza del destino     | Verdi        |
| Don Carlo                 | Don Carlo                | Verdi        |
| Radamès                   | Aida                     | Verdi        |
| Otello                    | Otello                   | Verdi        |
| Tristano                  | Tristano e Isotta        | Wagner       |
| Oberon                    | Oberon                   | Weber        |
| Gennaro                   | I gioielli della Madonna | Wolf-Ferrari |
| Paolo Malatesta           | Francesca da Rimini      | Zandonai     |

## Discografia
- Prima Voce: Martinelli - Vol. 2 (1913-1923) - Giovanni Martinelli, Nimbus
- Verdi: Otello - Elisabeth Rethberg/Giovanni Martinelli/Metropolitan Opera Orchestra/Ettore Panizza/Lawrence Tibbett, Met Opera/Sony